# Laccophilus tschoffeni
Laccophilus tschoffeni är en skalbaggsart som beskrevs av Régimbart 1895. Laccophilus tschoffeni ingår i släktet Laccophilus och familjen dykare. Inga underarter finns listade i Catalogue of Life.